# Parcoursup
Parcoursup est un site Web créé en 2018 destiné à recueillir et gérer les vœux d'affectation des futurs étudiants de l'enseignement supérieur français. En 2020, le dispositif prend en charge près de 936 000 étudiants et plus de 21 000 formations.
Mis en place par le ministère de l'Enseignement supérieur, de la Recherche et de l'Innovation en 2018, Parcoursup remplace le dispositif Admission Post-Bac (APB), mettant fin au tirage au sort et enregistrant les vœux motivés mais non hiérarchisés des candidats, qui doivent accepter ou décliner les propositions au fur et à mesure qu'elles leur sont faites.
Parcoursup est critiqué pour sa lenteur, son caractère anxiogène et l'opacité de ses procédures algorithmiques. En 2019 et 2020, le Défenseur des droits, la Cour des comptes et le Conseil constitutionnel dénoncent son manque de transparence.
En 2018, la ministre de l'Enseignement supérieur dresse un bilan positif de la première année de Parcoursup concernant l'augmentation du taux de réussite en première année de licence,.

## Historique

### Changement du cadre légal en 2018
Avant Parcoursup, les conditions d'accès en premier cycle universitaire étaient définies par la loi du 26 janvier 1984 sur l'enseignement supérieur selon laquelle « le premier cycle est ouvert à tous les titulaires du baccalauréat et à ceux qui ont obtenu l'équivalence ou la dispense de ce grade […]. Lorsque l'effectif des candidatures excède les capacités d'accueil, les inscriptions sont prononcées par le recteur chancelier, en fonction du domicile, de la situation de famille du candidat et des préférences exprimées par celui-ci ».
Face à des candidatures de plus en plus nombreuses, le tirage au sort a été employé pour sélectionner les étudiants dans les filières « en tension » par le site Admission Post-Bac, mais ce procédé n'a été légitimé que par une circulaire de 2017 lorsque Najat Vallaud-Belkacem était ministre de l’Éducation nationale,. À la suite de polémiques sur ces méthodes, le Président de la République Emmanuel Macron annonce une nouvelle procédure d'inscription dans le cadre du Plan Étudiants du Gouvernement Édouard Philippe à partir de janvier 2018. Cette réforme introduit des prérequis à l’entrée de l’université et de nouvelles règles de candidature à l’enseignement supérieur, les candidats enregistrant des vœux motivés, mais non hiérarchisés.
Depuis la loi du 8 mars 2018 relative à l'orientation et à la réussite des étudiants, lorsque l'effectif des candidatures excède les capacités d'accueil d’une formation, les inscriptions sont prononcées par le président ou le directeur de l’établissement dans la limite des capacités d’accueil, au regard de la cohérence entre, d’une part, le projet de formation du candidat, les acquis de sa formation et ses compétences et, d’autre part, les caractéristiques de la formation. L'inscription dans une formation du premier cycle dispensée par un établissement public est précédée d'une procédure nationale de pré-inscription qui permet aux candidats de bénéficier d'un dispositif d'information et d'orientation qui, dans le prolongement de celui proposé au cours de la scolarité du second degré, est mis en place par les établissements d'enseignement supérieur,.
La ministre de l'Enseignement supérieur, de la Recherche et de l'Innovation Frédérique Vidal porte le projet. Dans ce ministère il est créé, par arrêté du 19 juin 2018, un service à compétence nationale dénommé Parcoursup. Il est rattaché au sous-directeur de la vie étudiante et a pour mission de définir et d'appliquer les solutions techniques pour réaliser, exploiter et maintenir la plateforme.

### Lancement du site
Le nom Parcoursup a été choisi à l'issue d'un vote public, parmi cinq noms possibles : « Devenir étudiant », « Mes études post-bac », « Parcours étudiant », « Parcoursup » et « Réussir sup ».
Parcoursup reprend les caractéristiques techniques du système précédent, Admission Post-Bac, créé par Bernard Koehret en 2002 pour l'admission en classes préparatoires et qui a été étendu, dans les années suivantes, à toutes les formations universitaires à l'échelle nationale.
Pressé par une décision du Conseil d'État, le nouveau système est mis en place avant que les deux chambres aient débattu des nouvelles règles d'accès à l'enseignement supérieur. Ne voulant pas créer de rupture dans l'affectation des lycéens, qui avait déjà été perturbée en 2017, et dans le but de garantir la rentrée universitaire 2018, le Conseil d'État rejette le recours de certains groupes parlementaires qui aurait impliqué la suspension du site.

### Bilan de la première année de Parcoursup
Selon le gouvernement, toutes phases confondues, 94,5 % des bacheliers 2018 ayant formulé au moins un vœu (soit 539 761 personnes) ont reçu une proposition de formation et 79 % l’ont acceptée, un résultat « équivalent à celui observé sur Admission Post-Bac (APB) l’an dernier ». En l'absence de classement des vœux, il n'est plus possible de savoir dans quelle mesure la proposition qu’ils ont acceptée les satisfait. 15,5 % des bacheliers (et 24 % des bacheliers professionnels) ont quitté la procédure alors qu’ils avaient obtenu une proposition. 2,3 % des candidats ont démissionné sans aucune proposition (ils étaient 0,9 % en 2017). Les résultats des vœux formulés par les étudiants en réorientation ne sont pas divulgués.
Fin septembre 2018, la ministre Frédérique Vidal décrit cette première année comme « une vraie réussite » et un « progrès significatif » par rapport à APB, et annonce pour 2019 un retour à un calendrier resserré, semblable à celui d’APB (phase terminale terminée vers le 20 juillet). Le rétablissement de la hiérarchisation des vœux a priori est à nouveau écarté par la ministre, mais elle évoque un système qui permettrait de « définir par avance la réponse [que les candidats] apporteront aux différentes propositions qui leur seront faites ». La ministre s'oppose à nouveau à la publication des algorithmes locaux utilisés par chaque établissement et écarte les accusations de discriminations,,.
En septembre 2019, l'analyse des résultats de la première génération de jeunes ayant achevé leur première année d'université montre que l'objectif initial du gouvernement de lutter contre les « 60 % » d’échec en licence n'est atteint qu'en Staps (Sciences et techniques des activités physiques et sportives) et en psychologie, des licences très demandées pour lesquelles Parcoursup a permis de sélectionner des bacheliers généraux au détriment de jeunes issus des voies professionnelles et technologiques.

### Contestation fin 2018
Le site rouvre le 20 décembre 2018 pour la campagne 2019,, mais la plateforme et la loi ORE sont à nouveau contestées par les lycéens qui bloquent des établissements début décembre,,,,. La méthode du Gouvernement consiste à éviter le dialogue avec les lycéens. En réaction aux débordements d'une manifestation de lycéens à Mantes-la-Jolie, des policiers procèdent à une arrestation massive dont la vidéo est diffusée et fait scandale ; on y voit des dizaines de jeunes alignés et agenouillés, les mains derrière la tête, on entend un policier ironiser,. C'est la première fois qu'une vidéo de violences policières est diffusée par la police. Le défenseur des droits ouvre une enquête. Christophe Castaner insiste sur le contexte de violences urbaines qui a motivé l'arrestation. L’affaire est classée sans suite,.

### Évolution en 2019
Le dispositif 2019, prévoit :
- un calendrier resserré ;
- des délais de réponse aux candidats plus courts ;
- un processus d'accompagnement des candidats qui devront répondre à une demande de bilan et éventuellement solliciter un entretien avec des personnels qui pourront les conseiller[35] ;
- une information aux candidats sur le rang du dernier appelé l'année précédente, pour chacune des formations[36] ;
- la fin de la sectorisation académique en Ile-de-France[37].

Une inquiétude émerge au sujet des spécialités choisies dès la Première, pour les élèves qui passeront le nouveau bac en 2021 ; le gouvernement insiste sur le fait que les choix de spécialités ne seront pas décisifs, ce qu'un universitaire qualifie dans Le Monde d'hypocrisie, tout en reconnaissant que le fonctionnement antérieur n’était pas très différent.
Le Défenseur des droits répond en 2019 à une série de plaintes, portant sur la non-divulgation en 2018 des algorithmes locaux et le caractère potentiellement discriminatoire de certains critères utilisés. Il demande au gouvernement de « rendre publiques toutes les informations relatives au traitement, y compris algorithmique, et à l’évaluation des dossiers des candidats par les commissions locales des établissements », s'oppose à l'utilisation du lycée d'origine comme critère de classement et encourage la mobilité des étudiants tout en proposant d'éviter la fuite des meilleurs bacheliers vers les universités parisiennes en instituant des taux minimums de boursiers à l’entrée de chaque formation.
Le ministère de l'Enseignement supérieur ajoute en mars un processus d'anonymisation de certaines données : le prénom, le nom, l’adresse et l’âge des candidats à l’enseignement supérieur n’apparaîtront plus sur Parcoursup lors de l'examen de leurs dossiers par les responsables de formations. Le lycée d'origine du candidat reste, lui, accessible, ce qui pourrait « ouvrir le sensible débat des inégalités de niveau entre lycées, réelles ou supposées ».
Le Comité éthique et scientifique de Parcoursup (CESP), indépendant, chargé par le ministère d'évaluer et de « veiller au bon fonctionnement et à l’efficacité » du dispositif et de faire dans un rapport annuel des propositions visant à améliorer sa « transparence » est renouvelé en 2019 après que la moitié de ses six membres démissionnent. En particulier, Julien Grenet, chercheur à l'École d'économie de Paris, et connu pour ses travaux sur la mixité sociale dans le secondaire estime que le « comité [n'est pas] en mesure d’analyser sereinement et en toute indépendance le déroulement de la deuxième année de Parcoursup », et que les recommandations du comité n’ont eu qu’une « portée pratique très limitée », et que le système « applique des règles opaques et peu équitables, notamment celle du “premier arrivé premier servi” ». Il salue néanmoins l’ouverture de l’accès aux données de Parcoursup à la recherche publique.
L'adoption du programme aurait aussi profité aux officines privées de coaching, qui proposent aux candidats angoissés par la complexité du logiciel et des procédures d’inscription des services d’accompagnement, tels que le « pass sérénité » vendu par la société Tonavenir.net pour 560 euros.
Parcoursup est modifié par le décret no 2019-231 du 26 mars 2019 relatif à la procédure nationale de préinscription pour l’accès aux formations initiales du premier cycle de l’enseignement supérieur.
Le décret du 26 mars 2019 modifie notamment l’article D. 612-1-5 du Code de l’éducation afin de renforcer les obligations des établissements d’enseignement en matière de publication des « critères généraux encadrant l’examen des candidatures par les commissions d’examen des vœux mentionnées à l’article D. 612-1-13 ». Cela fait suite aux décisions par lesquelles le Défenseur des droits avait demandé à la ministre de l’Enseignement supérieur de publier ces informations (Défenseur des droits, 18 janv. 2019, no 2019-021 et du 21 déc. 2018, no 2018-323).

### Évolution en 2020
Afin d'éviter qu'il reste des places vides perdues à la rentrée, un système de gestion des désistements (GdD) est mis en place : à la fin de la procédure principale, chaque candidat peut faire archiver ses vœux où il est resté en liste d'attente. Lorsque par la suite une place se libère dans une formation (à la suite d'un désistement ou d'une absence d'inscription de la part d'un candidat admis), cette formation peut alors appeler des candidats restés sur sa liste d'attente et ayant au préalable fait archiver leur vœu.

### Évolution en 2022
Pour l’ouverture de Parcoursup le 20 décembre 2022, de nouvelles fonctionnalités sont rajoutées :
- Un nouveau moteur de recherche[46]
- Une amélioration des fiches d'information
- L'indication de l'attractivité de la formation
- une nouvelle catégorie « comprendre les processus d'admission »[47]

### Évolution en 2023
Pour l'ouverture de Parcoursup le 17 décembre 2023, de nouvelles fonctionnalités sont rajoutées:
- Un comparateur
- Des informations concernant les journées portes ouvertes dans les universités
- Les lycéens en classe de seconde peuvent désormais s'inscrire sur Parcoursup contrairement en terminale auparavant.

### Identité visuelle

Logo de janvier 2018 à décembre 2022
Logo actuel depuis décembre 2022

## Périmètre de la plateforme Parcoursup
La plus grande part des formations universitaires de 1er cycle, publique comme privée, utilise Parcoursup pour recruter leurs nouveaux étudiants. Cependant, certains établissements continuent d'organiser leur propre recrutement. C'est le cas pour certaines écoles privées ou de formations qui sont proposées par des « grands établissements ». Ainsi, l'Université Paris-Dauphine sélectionnait jusqu'en 2019 les candidats sur dossier, déposé sur une plateforme concurrente, « Boléro ».
Si le portail Parcoursup regroupe 15 500 formations de l'enseignement supérieur, il reste 9 000 formations qui ont leur propre système pour inscrire les bacheliers, dont les instituts de formation du secteur paramédical et social, des établissements qui préparent aux concours, des centres de formation d’apprentis, des écoles professionnelles, de nombreuses écoles de commerce et écoles d’art…

## Fonctionnement

### Version publique
Les notes des candidats sont entrées dans Parcoursup par l'établissement d'origine ou par le candidat lui-même. Selon le ministère, « elles sont à prendre en compte de la même manière, les candidats ont signé une charte s'engageant à ne pas faire de faux ».
Les candidats peuvent déposer sur le site Parcoursup leurs vœux d'affectation dans 10 formations maximum (licence, DUT, BTS, PACES, CPGE, école d'ingénieurs). Ils ne peuvent le faire qu'après avoir créé un dossier sur la plateforme (identifiant, mot de passe), puis avoir saisi tous les renseignements demandés (biographiques, scolaires, CV, lettre de motivation, autre). Certaines inscriptions à des formations sélectives sont soumises au paiement de frais de gestion.
Sont acceptées les candidatures des futurs bacheliers du système français (élèves de terminale en France ou à l'étranger), ainsi que des étudiants de moins de 26 ans qui veulent se réorienter en redémarrant une formation en 1re année. Les étudiants étrangers qui doivent passer par « Études en France » ne peuvent y prétendre.
Pour les filières sélectives (médecine, classes prépa, école d'ingénieurs), la plateforme Parcoursup offre la possibilité de « vœux groupés » (limités à 20 au total et à 10 par formation) : le vœu d'affectation dans une classe préparatoire MPSI, par exemple, dans plusieurs lycées au choix, dans n'importe quelle ville, ne compte que pour 1 vœu seulement.
Les candidats reçoivent une série de réponses qui prennent quatre formes possibles :
- « oui » (candidature retenue),
- « oui, si » (candidature retenue sous réserve d'une remise à niveau personnalisée et obligatoire),
- « non » (candidature rejetée – uniquement pour les formations sélectives),
- « sur liste d’attente » (en attendant qu’un autre candidat retenu se désiste).

Si le candidat a une seule proposition d’admission, il peut l'accepter ou y renoncer (mais sans garantie de recevoir une nouvelle proposition). Si le candidat a plusieurs propositions d’admission, il ne peut en accepter qu’une seule, les autres sont alors automatiquement supprimées. Dans tous les cas, les vœux en attente sont soit conservés soit supprimés. Les délais de réponse (initialement J+7) sont réduits à J+2 en cours de processus. La plateforme affiche pour chacun des vœux la position du candidat dans la liste d'attente et « pourcentage de candidats ayant accepté la proposition » (il s'agit du pourcentage de candidats qui ont accepté la formation soit définitivement soit en maintenant d'autres vœux en attente, qui ne préjuge donc pas du remplissage réel de la formation). Le Monde explique qu'il « n’est pas dans l’intérêt d’un candidat de renoncer à un ou des vœux qui l’intéresseraient vraiment ».

### Version pour les établissements d'enseignement supérieur
Les établissements d'enseignement supérieur définissent les caractéristiques pour chaque formation : « Informations générales », « Caractéristiques et Attendus », « Conditions d'inscription », « Recrutement », « Bulletins scolaires », « Pièces demandées », « Dossier » et valident le paramétrage.
Le dossier des candidats, y compris l'avis du conseil de classe du 2e trimestre (sous la forme d'une « fiche Avenir »), est disponible aux évaluateurs dès la fin de la phase de confirmation des vœux (fin mars). La réponse des formations se fait sur le site, soit candidature par candidature, soit par l'importation de fichiers tabulés (csv).
Chaque établissement supérieur peut alors décider de la valeur qu'il donne à chaque élément du dossier de l'élève, soit en utilisant « l'outil d'aide à la décision » de Parcoursup, soit en recourant à un classement particulier. Les notes des classes de première et terminale, l'avis du conseil de classe, la lettre de motivation peuvent ainsi être affectés d'une note. Ainsi, il est possible de « transformer les appréciations du professeur principal et du chef d'établissement en une note de 0 à 20 et lui affecter un coefficient de pondération »,. L'examen de chaque dossier aboutit à une note globale, de 0 à 20, qui doit atteindre la précision du millième.
Mi-juillet 2018, pour désengorger le système, le ministère demande aux universités parisiennes de faire du « surbooking » en acceptant plus de candidats que le nombre de places disponibles,,.

### Algorithme et différences avec APB
Parcoursup reprend la plupart des caractéristiques techniques de son prédécesseur APB, notamment le choix d'un nombre de vœux limités. Les candidats peuvent entrer 10 vœux contre 24 auparavant sur APB. Parcoursup ne demande plus à ce que les candidats hiérarchisent leurs vœux, et offre la possibilité de faire des vœux groupés (médecine, classes prépa, école d'ingénieurs), le total ne devant pas dépasser 20 « sous-vœux ». L’algorithme de Parcoursup laisse place à une analyse des candidatures par les établissements demandés, en fonction des notes, de l'avis du conseil de classe de terminale, du CV, de la lettre de motivation et de toute autre pièce demandée. Avec Parcoursup, même les candidats ayant une proposition d'affectation peuvent rester en attente d'une meilleure offre, alors qu'APB affectait automatiquement le candidat à son meilleur vœu.
La mise en place de la plateforme Parcoursup introduit un nouveau terme : les attendus. Il s'agit de l'ensemble des compétences qu'un élève doit posséder pour réussir dans une filière spécifique. Certaines filières universitaires attendent des compétences et connaissances précises qu'elles vérifient dans les dossiers de chaque candidat.
L'algorithme principal de la plateforme Parcoursup, qui attribue les places aux étudiants suivant les classements fournis par les universités, est publié le 21 mai 2018. L'alternance de propositions des formations et de réponses des candidats correspond à une implémentation « à la main » de l'algorithme de Gale-Shapley de sorte à optimiser le résultat pour les formations (tout comme le faisait APB). Les algorithmes locaux élaborés par les formations restent discrétionnaires,.
Les formations peuvent pratiquer une surréservation (ou overbooking) en modifiant le « rang du dernier candidat à appeler ». Accepter beaucoup plus de candidats qu'il n'existe de places permet de remplir la formation avec certitude, mais comporte le risque que le nombre définitif d'étudiants inscrits dépasse les capacités d'accueil de la formation,. À l'inverse, limiter la surréservation fait prendre le risque d'accueillir moins d'étudiants que la formation n'aurait pu le faire. Le Ministère précise que « ce système garantit ainsi aux formations l’appel d’un nombre important de candidats en début de processus ». Cependant, selon le vice-président de l'université de Nantes, « on ne peut pas prédire quel sera le comportement des lycéens sur Parcoursup ».
Nouveauté par rapport à APB, les rectorats fixent, pour chaque licence, un taux maximum de candidats d'origine extra-académique qui varie de 1% à 70%. Le ministère indique que « Contrairement à Parcoursup, APB n’autorisait pas le changement d’académie et les jeunes étudiant à Créteil étaient priés de rester à Créteil. Parcoursup autorise ce changement » mais la ministre demande à y « aller doucement »: « un lycéen parisien ne doit pas être obligé d’aller étudier la physique-chimie à Aix-Marseille, parce que les universités parisiennes auraient pris les meilleurs bacheliers d’Aix-Marseille, de Strasbourg ou d’Ile-de-France ».
Le dispositif « Meilleurs bacheliers » 2018 permet aux lycéens qui ont obtenu le bac avec mention « et les meilleurs résultats dans chaque série ou spécialité du baccalauréat [dans chaque lycée et] dans la limite de 10 % » d’intégrer prioritairement certaines formations. Le nombre de places concernées n’est pas précisé. Nouveauté en 2018 : il faut que ces formations fassent partie des vœux initiaux et que le lycéen maintienne ce vœu en attente. Cette dernière règle pourrait encourager certains lycéens à attendre les résultats du bac le 6 juillet avant de valider définitivement un vœu, ce qui ralentira le processus global d'affectation. Du temps d'APB, le dispositif équivalent « Bacheliers méritants » donnait lui une seconde chance à des lycéens qui n’avaient pas osé faire le choix initial de postuler dans des filières sélectives.
Parcoursup est arrêté en juin, pendant les épreuves du baccalauréat, pour laisser les lycéens s'y concentrer. Une phase complémentaire, en septembre, permet aux candidats déçus (y compris ceux qui ne s'étaient pas encore inscrits sur Parcoursup) de formuler de nouveaux vœux dans des formations qui ont des places disponibles. Les candidats restés encore en attente pour tous leurs vœux après les résultats du bac peuvent demander un accompagnement par la commission d’accès à l’enseignement supérieur (CAES) de leur académie. S'ils acceptent une proposition du recteur d’effectuer une mobilité géographique, ils peuvent espérer une aide financière à la mobilité.
Le code source du service Web devait être rendu public dès le début. Ce n'est fait que le 22 mai 2018, et seulement pour la partie de l'algorithme qui gère le classement au niveau national,.
En mars 2018, le président de la République avait annoncé son souhait de le voir publié. La promesse avait été également faite sur le système antérieur, APB, par le précédent gouvernement, et n'avait pas été tenue.

### Algorithme de classement local
La liberté laissée à chaque établissement supérieur d'établir son propre système de classement des futurs étudiants rend cette volonté de transparence « vaine », selon le quotidien Le Monde. Un amendement déposé par le gouvernement lors du vote de la « loi pour l’orientation et la réussite des étudiants » autorise le secret des délibérations et donne « la possibilité aux établissements d’enseignement supérieur de ne pas dévoiler les algorithmes locaux mis au point pour assurer la cohérence entre le profil du candidat et les attendus de la formation demandée ». Le Sénat propose le 12 mars 2018, en commission, de supprimer ce secret des délibérations,. L'amendement est effectivement annulé le 21 mars. La CNIL indique le 22 mars 2018 que « les établissements d'enseignement supérieur qui recourraient à un traitement algorithmique pour examiner les candidatures […] devront également fournir l'ensemble des éléments permettant de comprendre […] cet algorithme ». Cependant, un amendement ajouté par la ministre de la Justice, le 11 avril, à la loi destinée à la protection des données personnelles rétablit le principe du secret des délibérations. D'après le sénateur Pierre Ouzoulias, ce secret est « une nécessité pour continuer de cacher les conséquences immédiates de [la] loi : le recours systématique au tirage au sort et à la sélection sociale ». Les députés ont finalement voté en mai, contre l'avis du Sénat, la proposition du gouvernement de maintenir secret les algorithmes de classement utilisés par chaque université. Selon l'avocat de l'association Droits des lycéens, cette situation constitue « un transfert de responsabilité, les établissements sont devenus les principaux acteurs de la sélection ». Au moment du bilan de la première année, la ministre s'est opposée à la publication des algorithmes locaux.
En 2020, saisi d’une question prioritaire de constitutionnalité, le Conseil constitutionnel valide la restriction d'accès aux informations relatives aux critères et aux modalités d'examen, par les établissements d'enseignement supérieur, des demandes d'inscription dans une formation du premier cycle (qu'il s'agisse de délibération de jury ou d'algorithme). Mais selon une des réserves de la décision, chaque établissement devrait publier, à l'issue de la procédure nationale de préinscription et dans le respect de la vie privée des candidats, le cas échéant sous la forme d'un rapport, les critères en fonction desquels les candidatures ont été examinées et précisant, le cas échéant, dans quelle mesure des traitements algorithmiques ont été utilisés pour procéder à cet examen,,.

## Données factuelles
| Année | Nombre de candidats inscrits | Nombre définitif de candidats | Nombre moyen de vœux |
| ----- | ---------------------------- | ----------------------------- | -------------------- |
| 2018  | 887 681                      | 810 000                       | 7,9                  |
| 2019  | 650 946                      | 788 845                       | 9,0                  |
| 2020  | 658 145                      | 857 224                       | 10,1                 |
| 2021  | 640 836                      | 841 522                       | 12,8                 |
| 2022  | 626 653                      | 936 000                       | 12,9                 |
| 2024  | 648 029                      | 625 998                       | 13,4                 |

### 2018
En 2018, 887 681 candidats sont inscrits sur la plateforme (dont 666 002 en terminale, 122 620 en réorientation, et 99 059 dans une autre situation [non scolarisés, inscrits à l’étranger…]), soit une hausse de 5% par rapport aux inscriptions de 2017 sur APB. Le nombre de candidats ayant confirmé un ou plusieurs vœux s'élève à 810 000. Le nombre moyen de vœux par candidat est de 7,9.

Évolution en fonction du temps du nombre de candidats sans affectation, en 2017 (bleu) et 2018 (rouge).

En 2018, une page web officielle, publie chaque jour, du 23 mai au 14 juillet, les statistiques sur les affectations.
La liste d'attente est un lieu de tension: 393 000 élèves le 22 mai 2018, 353 682 le 24 mai, 338 551 le 25 mai. La lenteur de la procédure génère beaucoup de stress,,, à quelques jours des épreuves du bac.
Le Ministère espérait en mai 2018 que les deux tiers des candidats auraient au moins une réponse positive au début du baccalauréat le 18 juin 2018, et 80 % en juillet. L'objectif est très modeste au regard des performances d'APB en 2017. En effet, le 8 juin 2017, à l'ouverture de la procédure APB, 156 000 candidats (19 %) étaient sans proposition ; la ministre Frédérique Vidal, scandalisée par ces chiffres, en avait fait une motivation de sa réforme de l’accès à l’enseignement supérieur, mais ce pourcentage n'était toujours pas atteint par Parcoursup le 18 juin 2018, au début des épreuves du bac, après plus de trois semaines de fonctionnement. Frédérique Vidal se félicite alors qu'en 2018, au-delà de ses attentes, « près de 80% des candidats ont reçu en moyenne trois propositions avant le bac alors que l’an dernier à la même époque, 80 % des candidats avaient reçu une proposition seulement », mais Les décodeurs expliquent que les modalités ayant changé, cette différence ne dit rien sur la satisfaction des candidats, et que 18 600 élèves de plus que l'année précédente passent leur bac sans avoir de proposition d’orientation.
Début juillet 2018, Mme Vidal espère qu'il y aura « moins de lycéens sans affectation en septembre prochain que lors de la rentrée précédente », et estime que « les choses continuent de progresser de façon satisfaisante ».
Le 15 juillet, un tiers des candidats sont encore dans l'incertitude, n'ayant pas encore reçu de proposition ou n'ayant pas validé définitivement la proposition qui leur est faite, dans l'attente d'une affectation plus conforme à leurs vœux. L'extrême lenteur du processus inquiète les usagers, les étudiants comme les responsables de filières,,.
Fin juillet, 71 200 n’ont encore obtenu aucune réponse favorable (soit plusieurs milliers de plus que sur APB à la même période en 2017). Mais à partir du 23 juillet, l'affichage du tableau de bord quotidien change: sont désormais déduits 53 700 candidats « inactifs » qui ne répondent pas aux sollicitations du ministère,,,; Le Monde considère que cela inclut « très vraisemblablement les candidats en attente d’une proposition qui n’ont pas demandé l’aide du rectorat et ne sont pas passés à la phase complémentaire ». Pour Libération, « Il n’est pas possible de savoir [si ces inactifs] ont trouvé une place dans une formation en dehors du circuit Parcoursup, ou bien s’ils se retrouvent vraiment sans aucune affectation, ni autre projet à la rentrée ». Grâce à cette opération, que Le Monde qualifie de « tour de passe-passe » et l'UNEF de « communication gouvernementale », le nombre de candidats « qui souhaitent encore s’inscrire dans l’enseignement supérieur via Parcoursup, accompagnés par les rectorats ou sur la phase complémentaire », tombe à 18 390 le 23 juillet, puis décroît lentement (15 443 le 22 août).
Un mois avant la rentrée, la moitié des futurs étudiants n'ont toujours pas validé définitivement leur orientation (ils peuvent maintenir leur liste d'attente jusqu'au 5 septembre), et le nombre d'étudiants dans chaque formation est encore inconnu; l'organisation de la rentrée tourne au casse-tête, pour les établissements comme pour les futurs étudiants. Jérôme Treillard, chef de projet de Parcoursup, comprend « que ça puisse être stressant de pas savoir le 7 août où on sera à la rentrée, mais cette situation existait déjà avec APB ».
Avancer du 5 septembre au 27 août la date limite des inscriptions dans les formations sélectives a permis d'accélérer la validation définitive des vœux concernant les admissions en BTS, DUT et classes préparatoires.
Frédérique Vidal explique sur France Culture le 30 août, après une rencontre avec les présidents d’Université, que la mise en place de la rentrée se fait sans difficulté particulière. Elle ne veut pas rentrer « dans un débat de chiffres (…) que chacun additionne comme il le souhaite », mais annonce que « fin juillet, la plateforme parcoursup avait permis à 60 000 jeunes de plus de recevoir une proposition acceptée par eux; l’immense majorité des jeunes ont eu avant le départ en congés du mois d’août leur proposition et leur affectation », et que donc « la plateforme a rempli son rôle ». Elle annonce qu’un comité scientifique et éthique qu’elle a nommé fera le bilan réel et que « s’il y a des choses à améliorer elles seront améliorées ».
Le ministère cesse de publier les chiffres le 5 septembre; à cette date, 7 745 personnes (dont 3 674 lycéens) sont considérées comme en recherche d’une place, et 39 513 sont inactifs. Le 6 septembre, la ministre annonce qu'il n'y a plus que 3 000 bacheliers sans affectation en fin de phase principale, et encore 127 000 places disponibles en phase complémentaire jusqu'au 21 septembre. (Le ministre de l'Éducation nationale, Jean-Michel Blanquer, évoque lui 100 000 places disponibles.) De nombreuses filières sont concernées par ces places vacantes, y compris, de façon inédite, des classes préparatoires aux grandes écoles et des licences habituellement « en tension » comme en Paces ou en Staps. L'hebdomadaire Marianne fait un autre décompte, en notant que si l'on ajoute les étudiants en réorientation, ceux qui attendent qu'une place se libère, ceux qui ont accepté une proposition d'affectation tout en la mettant en attente, 119 062 jeunes au total ne savent pas encore à cette même date où ils étudieront à la rentrée. D'après la ministre, seulement 955 bacheliers étaient sans affectation en fin de procédure.

### 2019
Le 19 juillet 2019, en fin de première phase, 60 000 candidats sont toujours en attente de places; d'après la ministre, « 88,6 % des candidats lycéens ont eu une proposition, on était à 83 % l’an dernier », mais la comparaison est difficile parce que le ministère a choisi de changer les indicateurs qu'il communique: on ne sait rien en 2019 des 110 000 candidats en reprise d’études, ni sur la proportion de candidats ayant reçu une proposition de formation tout en maintenant d’autres vœux pour lesquels ils sont sur liste d’attente, ce qui donne une information sur la satisfaction des candidats.
Fin septembre 2019, 1 175 bacheliers n'ont pas obtenu de place dans l’enseignement supérieur à l’issue de la procédure complémentaire d’admission, contre 955 l'année précédente.

### Nombre de formations
En 2020, 17 123 formations sont présentes sur ParcourSup, dont plus de 4 200 en apprentissage (en 2019 : 14 745 formations dont 3 154 en apprentissage en 2019.
| Année | Total  | dont formations en apprentissage |
| ----- | ------ | -------------------------------- |
| 2019  | 14 745 | 3 154                            |
| 2020  | 17 123 | 4 200                            |

## Critiques

### Fin de la hiérarchisation des vœux
Lors de la phase finale d'affectation basée sur les réponses des établissements aux choix de chaque candidat, la suppression de l'ordre des vœux — et donc la fin de leur hiérarchisation par le candidat — fait perdre totalement le bénéfice de la rapidité de l'algorithme informatique de résolution du problème dit « des mariages stables », selon le créateur de l'algorithme APB . La ministre Frédérique Vidal défend cet aspect de la réforme, en expliquant que « hiérarchiser les vœux reviendrait à nouveau à réduire la capacité de décision du lycéen », et rappelle que son objectif est que chaque étudiant ait l'un de ses vœux exaucés, l’important étant que « le choix [de sa formation] soit donné aux futurs étudiants ».
De plus, l'abandon de cet algorithme risque de conduire à des situations d'interblocage : lorsque deux candidats, ou plus, préfèrent mutuellement l'affectation de l'autre, il n'existe plus aucun moyen d'échanger leur affectation, ce qui mène à une diminution du niveau de satisfaction des candidats. Alors que la qualité de l'affectation du point de vue de l'étudiant était mesurée avec APB par exemple par la proportion de vœux 1 satisfaits, Parcoursup, qui ne demande pas de classement des vœux, ne permet ni d'optimiser ni de mesurer la satisfaction de l'étudiant,,.
Cet algorithme à acceptation différée a été adopté en dépit de l'expérience acquise à l'étranger ; pour le reste (importance des notes au bac, épreuves, lettres de motivation, etc.), les critères Parcoursup d'accès à l’université se rapprochent des pratiques en vigueur dans les autres pays.
D'après une information publiée sur Le Parisien en août 2018, la conférence des présidents d'université, qui soutenait pourtant la réforme de l’orientation, voudrait demander un remaniement en profondeur de la procédure, en particulier le retour de la hiérarchisation des souhaits. Alain Joyeux, président de l’Association des professeurs des classes préparatoires économiques et commerciales, estime que la priorité sera d'accélérer la procédure, éventuellement grâce à un classement des vœux dès le deuxième tour.
En septembre, la ministre Frédérique Vidal exclut encore le retour à la hiérarchisation a priori des voeux, tout en indiquant réfléchir à une hiérarchisation a posteriori. Il pourrait s'agir soit de permettre le classement des réponses en liste d'attente, soit des voeux en phase complémentaire,,. Au moment du bilan, elle évoque un ajustement futur donnant la possibilité aux candidats « de définir par avance la réponse qu’ils apporteront aux différentes propositions qui leur sont faites ».

### Opacité des algorithmes locaux
Parcoursup est critiqué pour l'opacité de ses procédures algorithmiques,.
Parcoursup déroge à la loi pour une République numérique et fait prendre le risque de nombreux recours en vertu du règlement général sur la protection des données personnelles. Julien Gossa,, explique à l'antenne de France Culture qu'en application de la loi informatique et libertés chaque candidat devrait pouvoir « demander comment a été triée sa candidature en obtenant la totalité des critères ». L’association Droits des lycéens a demandé dans un communiqué le 16 juin 2018 la transparence totale : « Pourquoi cacher les algorithmes locaux s’il n’y a rien à cacher ? ». Plusieurs syndicats du monde éducatif saisissent le défenseur des droits pour demander notamment la publication des algorithmes locaux ; il répond début 2019 en exigeant la transparence complète du processus de tri. Au contraire, la ministre estime en juillet 2018 qu'il « n’y a pas de sujet. Ce que me disent les établissements, c’est qu’ils ont travaillé sur la base de fichiers Excel et des jurys d’admission et je les crois ». En février 2019, le tribunal administratif de Guadeloupe enjoint à l'université des Antilles de publier ses algorithmes locaux. Selon le tribunal, la publication des algorithmes « ne porte pas atteinte au secret des délibérations ».
À partir de mars 2018, plusieurs universitaires critiquent la grande complexité du classement des vœux des lycéens ou refusent d'y participer,, notamment en raison de la surcharge de travail que constitue l'examen de très nombreux dossiers dans un temps très contraint,,. Un opposant considère que pour ceux des candidats qui doivent être départagés par les commissions de sélection, l’écart entre les moyennes est tellement faible que leur classement est « essentiellement dû au hasard, donc s’apparente à du tirage au sort » du fait des erreurs de notation pouvant être attribuées aux professeurs de lycée. À la marge, pour déterminer un classement de candidatures jugées trop similaires, certaines commissions ont recouru à une procédure de tirage au sort.
La ministre Frédérique Vidal « comprend l’inquiétude des enseignants qui doivent classer les candidats » et explique que ce surcroît de travail est « possible à condition [qu’il soit] reconnu et mieux rémunéré » ; elle indique « avoir transféré 8 millions d’euros spécifiquement dédiés à ce nouveau processus d’accueil et d’accompagnement des bacheliers ». Selon elle, l’urgence était de supprimer le tirage au sort tel qu'il avait été mis en oeuvre en 2017, qu'elle estime être « la négation même d’une logique de progrès et de réussite individuelle et c’est un non-sens social » ; pour cela, elle a ouvert 19 000 places dans les filières en tension.
Dans un rapport transmis en février 2020, la Cour des comptes estime que les critères de classement des candidats sont « peu transparents » et « parfois contestables », et qu'il faut « rendre publics les algorithmes locaux utilisés par les commissions d’examen »,,.

### Pondération des notes par filières ou par lycée, quotas académiques, risque de discrimination
Chaque établissement supérieur peut pondérer les notes obtenues par les élèves selon les matières, mais également selon la filière suivie par l'élève. Ainsi, selon l'Observatoire de la sélection universitaire, « un 15 en mathématiques en série scientifique vaudra sans doute plus qu’un 15 en série technologique ».
Si « l’outil de classement proposé aux universités ne […] permet pas directement » la pondération des notes selon le lycée d'origine, cette opération est possible en exportant les données des candidatures. Cette pondération est facilitée par la présence d'un « code établissement », unique par lycée, et identique à celui utilisé dans les indicateurs de résultats des lycées publiés par le ministère de l'éducation nationale. L'université de Paris-V Descartes pondère les notes des élèves en fonction du lycée d’origine. Certaines commissions universitaires ont donc pu favoriser les lycéens venant d'établissements qui ont régulièrement de bons résultats au baccalauréat. Un autre exemple concerne la prise en compte du lycée d'origine qui peut conduire à favoriser les candidats issus de l'enseignement secondaire privé. Dans une tribune publiée par le quotidien Libération le 25 mai 2018, près de 900 universitaires estiment que la philosophie de Parcoursup est « celle de la concurrence généralisée, entre les élèves d’abord, entre les établissements ensuite, au moyen d’une sélection qui ne dit pas son nom ». L'organisation lycéenne Union nationale lycéenne syndicale et démocratique qualifie Parcoursup de « triage social ». Les syndicats d'enseignants jugent la plateforme « discriminatoire » envers les élèves des quartiers populaires. Pour le sociologue Pierre Merle, utiliser un classement des établissements pour pondérer les notes des candidats est aberrant et bafoue le principe de l’égalité de traitement. Le ministère dément, en affirmant que les candidats sont traités à égalité,. En 2021, l'effet de réputation des lycées reste prégnant.
Les quotas inter/extra académiques sont aussi à l’origine d’accusations de discrimination. À l'Université Paris-Diderot, Parcoursup n’autorise la sélection que de 3 % de bacheliers non parisiens en 2018, alors qu'ils étaient 40 % à venir de banlieue ou de province en 2017,. Cette exclusion des lycéens de banlieue se produit principalement en Île de France. La ministre Frédérique Vidal rejette cette accusation, qu'elle qualifie de « légende urbaine » ; selon elle, « contrairement à Parcoursup, APB n’autorisait pas le changement d’académie et les jeunes étudiant à Créteil étaient priés de rester à Créteil. Parcoursup autorise ce changement ».
La Cour des comptes recommande pourtant en 2020 d’anonymiser les lycées,.
Le 8 avril 2024, le Conseil d’État examine deux textes, un décret et un arrêté, qui modifient les modalités de candidature sur la plate-forme et d'un certain nombre de quotas pour les étudiants extra-européens, ces mesures étant jugées discriminatoires et xénophobes par des organisations étudiantes.

### Sélection des étudiants, biais sociologiques
Plusieurs acteurs de l'éducation reprochent à Parcoursup un traitement déloyal des élèves. Pour l'universitaire Gilles Dorronsoro, Parcoursup « renforce la capacité des établissements à opérer une sélection sociale des étudiants ». La sociologue Agnès van Zanten explique que le système « bénéficie aux catégories socio-professionnelles au capital culturel élevé, bonnes connaisseuses des rouages du milieu scolaire », la complexité de Parcoursup « renfor[çant] des inégalités sociales déjà bien ancrées ».
Dans une tribune parue dans L'Obs, « Derrière l’algorithme de Parcoursup, un choix idéologique », le spécialiste en intelligence artificielle Hugues Bersini insiste sur la nécessité d'expliciter le contenu idéologique d'algorithmes tels Parcoursup, idéologie souvent négligée au profit juste d'une certaine efficacité. Or, cet algorithme est selon lui le reflet d'une sélection universitaire très méritocratique, à la différence du tirage au sort qui, plus garant d'une certaine équité, permet de rebattre les cartes à l'entrée des facultés. Cette analyse a été commentée par Alvin Roth lui-même, prix Nobel d'économie, notamment pour ses travaux de recherche sur l'algorithme de Gale-Shapley, et qui reconnait les dérives inégalitaires d'un tel algorithme, lorsque les facultés sont l'objet d'une hiérarchisation acceptée comme telle par tous les étudiants, et les étudiants l'objet d'une hiérarchisation toute autant acceptée par les facultés. L'appariement le plus stable s'avère celui qui tout simplement affecte les meilleurs étudiants dans les meilleurs universités (« A cri de cœur against assortative matching for French college admissions »).
Par exemple, l'obligation de rédiger une lettre de motivation induit un biais lorsqu'on considère que les parents sont plus enclins à aider leurs enfants dans les familles aisées, ou lorsque « des entreprises de coaching proposent déjà de les écrire contre rémunération ». Comme le montrent les sociologues Marie-Paule Couto et Marion Valarcher, cette inégalité est particulièrement marquée en filière générale, où le corps enseignant renvoie aux familles la responsabilité de l'accompagnement à la préparation des lettres. Des cabinets privés de coaching et de conseil en orientation se développent pour accompagner les candidats (naviguer dans la procédure complexe, rédiger leur lettre de motivation à leur place). Ce système, qui aggrave les inégalités sociales, pallie le nombre très faible de conseillers d'orientation dans les lycées (il y a un conseiller pour 1 500 élèves).
Six présidents d'universités estiment dans une tribune publiée le 18 avril 2018 que la loi ORE, et notamment l'outil Parcoursup, « propose de vraies avancées pour accompagner la diversité des publics et leur permettre une meilleure intégration dans les cursus de formation supérieure, [mais] instaure également, par le tri des lycéens, des modalités permettant la sélection des étudiants en fonction de leur profil académique ».
Certains professeurs de lycée choisissent en 2018 de valider systématiquement, à l'appel de la consigne du syndicat SNES-FSU, l'ensemble des vœux des élèves, et indiquent : « nous refusons de devenir les censeurs des choix d’orientation des élèves et de participer à la sélection pour le supérieur »,.
Le vice-président de la FCPE, fédération de parents d'élèves, estime le 23 mai 2018 que Parcoursup est anxiogène en raison du nombre élevé d'élèves qui ne reçoivent pas d'affectation à cette date, alors qu'ils préparent l'examen du baccalauréat, et qu'il favorise la méritocratie,. De nombreux élèves déçus par le résultat de leurs vœux partagent leur expérience sur les réseaux sociaux avec le mot-clic ParcourSupercherie,. La pédopsychiatre Catherine Jousselme explique que le stress ne devrait pas faire partie de l'orientation.
En février 2020, la Cour des comptes dit redouter un « accroissement de la concurrence entre les établissements » ainsi qu'un « système universitaire à deux vitesses ». Elle propose de rendre anonyme le lycée d'origine des candidats sur Parcoursup afin d'améliorer le fonctionnement jugé nébuleux des commissions d’examen des vœux.
Parcoursup a notamment pour conséquence d'exacerber la sélection dans certaines licences, dites « non sélectives », en dépit des proclamations officielles, et de modifier les stratégies des lycéens. La proportion des formations sélectives — 55 % en 2020 — amène en février 2021 le comité éthique et scientifique de suivi de Parcoursup à recommander une transparence plus rapide de la plateforme, qui passerait notamment par la publication, pour les bacheliers, du classement de leurs différents vœux une semaine après les résultats du baccalauréat.

### Persistance des critiques
Parcoursup est critiqué dans la durée, en particulier par le collectif Nos services publics,. L'opacité des critères de sélection est souvent le point majeur.
Le ministère commande chaque année à l’Ipsos un sondage, qui révèle en 2021 que 30 % des lycéens ne sont pas satisfaits des réponses obtenues, 36 % ne sont pas satisfaits du délai avec lequel ils les ont reçues, 82 % jugent la plate-forme « stressante » et 61 % estiment qu’elle est injuste et inégalitaire. En 2022, après cinq années d'existence, la plateforme a renforcé la sélection à l'université, maintenu une certaine opacité, et généré un stress important chez les élèves.

### Problèmes techniques et anomalies
Le 22 mai 2018, à la suite de l'afflux de nombreux étudiants sur la plate-forme Parcoursup, le site a été saturé et les étudiants ont été redirigés vers des sites de débordement sur lesquels ils pouvaient consulter les réponses à leurs vœux mais ne pouvaient pas accepter ou décliner ceux-ci,.
Selon le quotidien Libération, une anomalie de prise en compte de la fiche avenir pénalise des lycéens étudiant en section internationale.
La consultation et la validation des vœux sur l'application mobile (téléphone portable et tablette) sont susceptibles d'entraîner des erreurs. L'Académie de Versailles, contactée par Marianne, précise qu'il « ne faut surtout pas valider les vœux sur l'application mobile ».
En mai 2019, un bug se produit et entraîne l'envoi par erreur de réponses favorables à des vœux d’études. Quelque 67 000 inscrits sont ensuite rétrogradés sur liste d’attente après avoir reçu un premier message affirmant qu’ils étaient admis dans une des formations de leur choix,.
En 2020, 6 500 dossiers issus de Parcoursup sont divulgués sur Internet avec l'ensemble de leurs informations personnelles, y compris celles relatives au revenu familial. L'ensemble des dossiers concernait des candidats qui souhaitaient intégrer une classe préparatoire scientifique MPSI (mathématiques, physique et sciences de l’ingénieur) au lycée parisien Janson-de-Sailly. Cependant, le ministère de l'éducation nationale qui reconnaît la fuite de données précise qu'elle ne met pas en cause l’intégrité des données des serveurs de Parcoursup, ni sa sécurité.

## Parcoursup comme enjeu électoral
En 2024, à l'occasion des élections législatives, la plupart des partis demandent la modification voire la suppression de Parcoursup : à gauche on dénonce une boîte noire, qualifiée de « système inhumain », à droite on demande plus de transparence ou la suppression de certaines rubriques. Jean Lassalle, lui, souhaite rétablir « l’ancien système ».